# Holm (okręg Neamț)
Holm – wieś w Rumunii, w okręgu Neamț, w gminie Pâncești. W 2011 roku liczyła 175 mieszkańców.